# Simo Lampinen

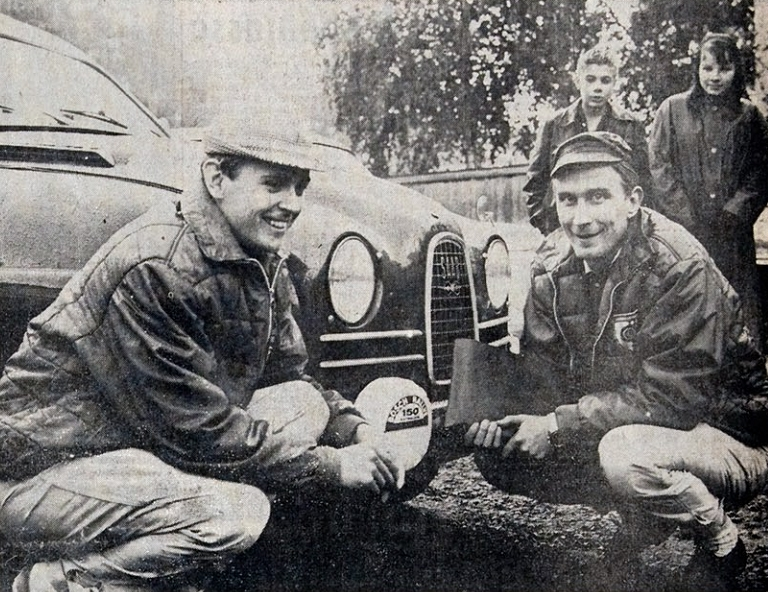
Simo Lampinen (links) und sein Copilot Jyrki Ahava nach dem Sieg bei der 1000-Seen-Rallye 1974

Simo Lampinen (* 22. Juni 1943 in Porvoo) ist ein ehemaliger finnischer Rallyefahrer.

## Karriere
Schon knapp nachdem er mit 17 Jahren seinen Führerschein erhielt, begann die Rallyekarriere von Simo Lampinen. Im Alter von 20 Jahren gewann er seine erste große internationale Rallye, als er 1963 bei der 1000-Seen-Rallye auf einem Saab 93 Sport siegreich blieb. Im selben Jahr gewann er die Gesamtwertung der finnischen Rallyemeisterschaft und konnte diesen Erfolg ein Jahr später wiederholen.
In den 1960er-Jahren war Lampinen Werksfahrer bei Saab und gewann mit dem 96 die 1000-Seen-Rallye noch zwei weitere Male (1964 und 1972). Mit seinem Erfolgen bei der RAC Rallye 1968, der Rallye Portugal 1970 und der Rallye Marokko 1972 konnte er noch drei weitere Rallye-Weltmeisterschaftsläufe gewinnen.
Bis 1979 war Lampinen als Fahrer aktiv und war Pilot bei den Werksteams von Lancia, Peugeot und Triumph. Nach dem Ende seiner aktiven Karriere war er lange Jahre Rennleiter bei der 1000-Seen-Rallye und Renninstruktor bei Saab.
Einmal war Lampinen auch beim 24-Stunden-Rennen von Le Mans am Start. 1965 fuhr er einen Triumph Spitfire zusammen mit dem Schweizer Jean-Jacques Thuner an die 13. Stelle der Gesamtwertung.

## Statistik

### Le-Mans-Ergebnisse
| Jahr | Team                  | Fahrzeug         | Teamkollege         | Platzierung             |
| ---- | --------------------- | ---------------- | ------------------- | ----------------------- |
| 1965 | Standard Triumph Ltd. | Triumph Spitfire | Jean-Jacques Thuner | Rang 13 und Klassensieg |

### Einzelergebnisse in der Sportwagen-Weltmeisterschaft
| Saison | Team    | Rennwagen        | 1   | 2   | 3   | 4   | 5   | 6   | 7   | 8   | 9   | 10  | 11  | 12  | 13  | 14  | 15  | 16  | 17  | 18  | 19  | 20  |
| ------ | ------- | ---------------- | --- | --- | --- | --- | --- | --- | --- | --- | --- | --- | --- | --- | --- | --- | --- | --- | --- | --- | --- | --- |
| 1965   | Triumph | Triumph Spitfire | DAY | SEB | BOL | MON | MON | RTT | TAR | SPA | NÜR | MUG | ROS | LEM | REI | BOZ | FRE | CCE | OVI | NÜR | BRI | BRI |
| 1965   | Triumph | Triumph Spitfire |     |     |     |     |     |     |     |     | 13  |     |     |     |     |     |     |     |     |     |     |     |